# Pete Chilver
Peter William 'Pete' Chilver (Windsor, 19 oktober 1924 – Edinburgh (Schotland), 16 maart 2008) was een Britse jazzgitarist en hotelier, die wordt beschouwd als de pionier van de elektrisch versterkte gitaar in Engeland.

## Biografie
Chilver leerde eerst piano als student, voordat hij wisselde naar de ukelele en vervolgens naar de gitaar. Op 15-jarige leeftijd was hij lid van het Ken 'Snakehips' Johnson Orchestra. Op 16-jarige leeftijd verliet hij de school om als tekenaar te gaan werken. Hij richtte ook de band Silver Sovereigns op, met wie hij in het weekend concerten gaf in het Skindles Hotel nabij Maidenhead Bridge. Vroege invloeden waren George Formby jr., daarna Django Reinhardt. Hij werd bekend tijdens de Tweede Wereldoorlog door zijn optredens in Maidenhead en Slough en ten slotte in Londen, waar hij speelde met de bands van Teddy Foster en Jimmy Mesene en in jamsessies met Amerikaanse muzikanten van de bands van Glenn Miller en Sam Donahue.
In 1941 kwam de Trinidadiaanse gitarist Lauderic Caton naar Londen en speelde bij de BBC met swingklarinettist Harry Parry. Dit was de eerste keer dat een elektrisch versterkte gitaar in het Verenigd Koninkrijk te horen was. Catons optredens waren een attractie in nachtclubs in West End (Londen), zoals de Caribbean Club in 1944, waar Chilver hem ontmoette. Caton moedigde hem aan, bouwde een versterker voor hem en liet hem spelen in zijn huisband. Dit maakte Chilver een van de eerste Britse muzikanten die de elektrische gitaar in het Verenigd Koninkrijk vestigde. In 1945 kocht hij een Gibson Super 400. De samenwerking met pianist Ralph Sharon volgde. De twee wonnen de Melody Maker Competition, waarna Chilver en Sharon werden ingehuurd door Johnny Claes en begonnen te werken als professionele muzikanten. Carlo Krahmer produceerde enkele acetaatopnamen voor het Chilver-Sharon Trio, dat voornamelijk jazzstandards speelde in de stijl van het Nat Cole Trio met Oscar Moore.
In 1946 werkte Chilver voor Ray Ellington, daarna voor Tito Burns, in 1947 met Jack Jackson, George Shearing en Stéphane Grappelli, met wie hij op televisie verscheen. Na een reis naar New York in 1947 speelde hij met Ted Heath en Bert Ambrose en als gastmuzikant bij de Skyrockets, toen deze Benny Goodman begeleidden. Aan het eind van de jaren 1940 werd Chilver beschouwd als een van de meest talentvolle spelers van de nieuwe bopstijl in Engeland. In 1948 nam hij op met Jack Parnell, in 1949 speelde hij met Ronnie Scott en Johnny Dankworth in Alan Deans Beboppers. Met Ronnie Scott woonde hij in 1949 het Festival International 1949 de Jazz in Salle Pleyel in Parijs bij, waar hij zijn idool Charlie Parker ontmoette. De laatste opnamen zijn gemaakt in 1950 met het sextet van Ralph Sharon. Dat jaar trouwde hij met Norma Domenico, de zus van Ted Heath' zangeres Lydia MacDonnell en trok zich terug uit zijn actieve muziekcarrière om te gaan werken als manager van de hotels van de familie in North Berwick in Schotland. Het West End Cafe in een van de twee familiehotels werd in de jaren 1950 een populaire jazzlocatie in Schotland.

## Overlijden
Pete Chilver overleed in maart 2008 op 83-jarige leeftijd.
- Bibliothèque nationale de France: cb17859379t (data)
- Gemeinsame Normdatei: 138263906
- International Standard Name Identifier: 0000 0000 5966 286X
- MusicBrainz: 5e6c52cc-e63b-4dfb-9fef-e2f678113575
- Virtual International Authority File: 88307964
- WorldCat: E39PBJhmKk7Tyh3dDYfqqkc773